# Волчицкое
Волчицкое — деревня в Новоржевском районе Псковской области России. Входит в состав Вехнянской волости.
Расположена на правом берегу реки Льста, в 12 км к востоку от города Новоржев.

## Население
| 2001 | 2002 | 2010 |
| ---- | ---- | ---- |
| 133  | ↘118 | ↘73  |

Численность населения по состоянию на конец 2000 года составляла 133 человека.

## История
С 2005 до 2015 года деревня входила в Оршанскую волость.